# Сподня Поханца
Сподня Поханца (словен. Spodnja Pohanca) — поселення в общині Брежиці, Споднєпосавський регіон, Словенія. Висота над рівнем моря: 171,5 м.